# John Ryland
John Peter Ryland (Melbourne, 26 de julho de 1911 – 20 de outubro de 1973) foi um piloto australiano durante a Segunda Guerra Mundial e administrador aeronáutico. No teatro do pacífico, combateu pelo Esquadrão N.º 13, comandou a Asa N.º 79 e foi instrutor-chefe da Unidade de Treino Operacional N.º 1. Depois da guerra, foi administrador aeronáutico da Trans-Australia Airlines e foi diversas vezes condecorado. Em 20 de Outubro de 1973, faleceu devido a um infarto agudo do miocárdio.